# Paulina Constancia
Paulina Constancia (Cebú, 1 de diciembre de 1970) es una escritora y artista polifacética filipino-canadiense que realiza parte de sus creaciones en español, lengua que domina y con la que le gusta trabajar.
Es reconocida por sus coloridas y alegres pinturas, que representa sobre diferentes materiales, desde colchas a cerámica.

## Biografía
Paulina Constancia es hija del juez German G. Lee y de Lourdes Vilma Cornejo
En 1997 pudo ilustrar la contraportada de la edición para Asia y el Pacífico de la revista Reader's Digest
En 1999 reside en México, en San Miguel de Allende, Guanajuato.
Actualmente Paulina reside en Singapur con su familia y realiza su producción desde su propio estudio, en torno al cual imparte arte y organiza actividades de arteterapia para mujeres y niños.  

## Obra literaria
- 2003. Brazos Abiertos/Open Arms. Publicación poética bilingüe. (World Poetry Publishing, Vancouver 2003)[7]
- 2009. Cuentos Hispanofilipinos. Serie de cuentos cortos. Con Edmundo Farolán Romero.[8]

## Exposiciones
Paulina Constancia ha expuesto en multitud de países, fundamentalmente de Asia y de América (Indonesia, Filipinas, Japón, Canadá, Estados Unidos, Malasia, Singapur y México), aunque también en Europa (Holanda)
- 1997. Centro Filipino de Nueva York.[9]
- 2000. "Kleur en ik in de geheime tuin /Hue & I in a Secret Garden". Colección telas pintadas.[10] Centrum voor Kunst en Cultuur in Hoofddrop and Kunst 2001. Gallery in Badhoevedorp.

## Obra en colecciones
El Museo de arte Naif (West Gorordo Hotel) de Cebú (Filipinas) muestra en su colección permanente obra de Paulina.